# Шатле сир Ретурн
Шатле сир Ретурн (фр. Châtelet-sur-Retourne) насеље је и општина у североисточној Француској у региону Шампањ-Арден, у департману Ардени која припада префектури Ретел.
По подацима из 2011. године у општини је живело 675 становника, а густина насељености је износила 67,91 становника/km². Општина се простире на површини од 9,94 km². Налази се на средњој надморској висини од 85 метара.

## Демографија
| 1962. | 1968. | 1975. | 1982. | 1990. | 1999. | 2011. |
| ----- | ----- | ----- | ----- | ----- | ----- | ----- |
| 338   | 398   | 339   | 362   | 568   | 528   | 675   |

График промене броја становника у току последњих година